# Пабло-Пена (Техас)
Пабло-Пена (англ. Pablo Pena) — переписна місцевість (CDP) в США, в окрузі Старр штату Техас. Населення — 80 осіб (2020).

## Географія
Пабло-Пена розташоване за координатами 26°18′13″ пн. ш. 98°38′26″ зх. д. / 26.30361° пн. ш. 98.64056° зх. д. (26.303675, -98.640505).  За даними Бюро перепису населення США в 2010 році переписна місцевість мала площу 0,04 км², уся площа — суходіл.

## Демографія
Згідно з переписом 2010 року, у переписній місцевості мешкали 63 особи в 20 домогосподарствах у складі 17 родин. Густота населення становила 1563 особи/км².  Було 21 помешкання (521/км²).
Расовий склад населення:
| - 100,0 % — білих |

До двох чи більше рас належало 0,0 %. Частка іспаномовних становила 100,0 % від усіх жителів.
За віковим діапазоном населення розподілялося таким чином: 28,6 % — особи молодші 18 років, 60,3 % — особи у віці 18—64 років, 11,1 % — особи у віці 65 років та старші. Медіана віку мешканця становила 32,5 року. На 100 осіб жіночої статі у переписній місцевості припадало 90,9 чоловіків;  на 100 жінок у віці від 18 років та старших — 80,0 чоловіків також старших 18 років.
Цивільне працевлаштоване населення становило 0 осіб. 